# Prayuth Chan-ocha
Prayuth Chan-ocha (ur. 21 marca 1954 w prowincji Nakhon Ratchasima) – tajski wojskowy i polityk, w latach 2010–2014 naczelny dowódca Królewskich Tajskich Sił Zbrojnych, przywódca zamachu stanu z 2014 roku. W latach 2014–2019 stał na czele junty wojskowej – Krajowej Rady Pokoju i Porządku, od 24 sierpnia 2014 do 22 sierpnia 2023 premier Tajlandii.

## Przejęcie władzy i szef rządu
W następstwie antyrządowych protestów, 20 maja 2014 generał Chan-ocha wprowadził na terenie całego kraju stan wojenny. Dwa dni później sformował on Krajową Radę Pokoju i Porządku, zawiesił konstytucję i ogłosił przejęcie władzy w kraju. 24 sierpnia 2014 generał Chan-ocha został zatwierdzony przez króla na stanowisku premiera Tajlandii. Zadaniem rządu wojskowego było opracowanie i przyjęcie nowej konstytucji, ustabilizowanie sytuacji wewnętrznej oraz przeprowadzenie wyborów parlamentarnych.
W maju 2015 roku w kraju miały miejsce protesty antyrządowe związane z pierwszą rocznicą puczu i przejęcia władzy przez armię. Wojsko spacyfikowało manifestacje, w których brali udział głównie studenci.
13 października 2016 generał Prayuth Chan-ocha ogłosił jeden rok żałoby narodowej po śmierci króla Bhumibola Adulyadeja.
24 sierpnia 2022 został zawieszony w wykonywaniu obowiązków przez Sąd Konstytucyjny ze względu na przekroczenie ośmioletniego okresu sprawowania funkcji, co jest sprzeczne z uchwaloną w 2017 roku konstytucją. Zastąpił go wówczas wicepremier Prawit Wongsuwan.
30 września 2022 Sąd Konstytucyjny orzekł, że Prayuth Chan-ocha nie przekroczył limitu okresu sprawowania funkcji. W związku z tym został odwieszony w wykonywaniu obowiązków premiera Tajlandii. 22 sierpnia 2023 ustąpił ze stanowiska, a jego miejsce zajął Srettha Thavisin.